# Ferguson P99
Ferguson P99 – samochód Formuły 1, zaprojektowany przez Claude'a Hilla i skonstruowany przez Ferguson Research na sezon 1961. Model ten był pierwszym samochodem Formuły 1 z napędem na cztery koła oraz jedynym samochodem z takim napędem, który wygrał wyścig Formuły 1. W Mistrzostwach Świata samochód wziął udział jedynie w Grand Prix Wielkiej Brytanii 1961, kiedy jego kierowcami byli Jack Fairman i Stirling Moss.

## Historia
Od początku lat 50. firma Ferguson Research dostarczała układy 4WD dla samochodów Jensen Interceptor i pojazdów ciężkich, po czym uznała, że jest w stanie skonstruować własny samochód wyścigowy z takim napędem. Samochód został zaprojektowany przez Claude'a Hilla, a zbudował go Harry Ferguson przy współpracy ze zwycięzcą wyścigu 24h Le Mans w 1953 roku, Tonym Roltem.
Skrzynia rozdzielcza była przymocowana bezpośrednio do pięciobiegowej skrzyni biegów. Umieszczenie podpory wału napędowego wymagało umiejscowienia silnika pod kątem, by zapewnić wystarczającą ilość miejsca.
Nie licząc napędu na cztery koła, P99 był dość konwencjonalnym, nieco przestarzałym samochodem, stosującym silnik z przodu w dobie, gdy powszechnie stosowano już jednostki umieszczone z tyłu. Takie rozwiązanie pozwoliło jednak uzyskać rozkład masy bliski stosunkowi 50:50. Podobnie pomiędzy przednie i tylne koła rozłożony był moment obrotowy. By zrekompensować dodatkowy ciężar bardziej złożonego układu napędowego, wiele części zostało zbudowanych z bardzo lekkich, egzotycznych materiałów. Innowacją zastosowaną w samochodzie były hamulce antypoślizgowe Dunlop Maxaret; ten system nie został jednak użyty w wyścigach.
Pierwotnie model był przystosowany do silnika o pojemności 2,5 litra. Gdy projekt był bliski ukończenia, ogłoszenie zmian w przepisach, polegających na zmniejszeniu maksymalnej pojemności silnika do 1,5 litra było rozczarowaniem dla Fergusona. Ferguson skorzystał zatem ze starych, zmodyfikowanych silników Climax FPF Mk II R4 o pojemności 1498 cm³ i mocy 151 KM, który nie był konkurencyjny w stosunku do jednostek Ferrari V6, a ze względu na napęd na cztery koła miał także niedostatki mocy.
Testujący początkowo samochód Jack Fairman nie potrafił sobie z nim poradzić. Następnie testy modelem P99 rozpoczął Stirling Moss, który musiał zmienić styl jazdy, by mieć kontrolę nad pojazdem. Na odbywające się na torze Aintree Grand Prix Wielkiej Brytanii 1961 samochód został przekazany zespołowi Rob Walker Racing Team, ale kierujący nim Fairman nie spisywał się w wyścigu dobrze, kwalifikując się na 20. miejscu. Po 39 okrążeniach Fairman przekazał samochód Mossowi, który brał udział Lotusem w tym samym wyścigu, ale wycofał się z powodu awarii hamulców. Po 55 okrążeniach Moss został zdyskwalifikowany za próbę odpalenia samochodu na popych.
Dwa miesiące później Moss wziął udział w niewliczanych do Mistrzostw Świata Formuły 1 zawodach na torze Oulton Park, mając za konkurentów takich kierowców, jak Jack Brabham, Bruce McLaren, Jim Clark, John Surtees, Innes Ireland, Graham Hill, Joakim Bonnier i Dan Gurney. Moss zakwalifikował się na drugim miejscu, ale na starcie wskutek problemów ze skrzynią biegów spadł na ósmą pozycję. Na szóstym okrążeniu Moss objął prowadzenie i wygrał wyścig z przewagą 46 sekund nad drugim Brabhamem, co było pierwszym i jedynym przypadkiem zwycięstwa samochodu z napędem na cztery koła w Formule 1.
W 1962 roku samochód się nie ścigał, a w 1963 roku Graham Hill zajął nim szóste miejsce w nieoficjalnym Grand Prix Australii oraz drugie w zawodach Lakeside International. W 1964 roku model P99 wypożyczył Peter Westbury, który zdobył nim tytuł mistrza Wielkiej Brytanii w wyścigach górskich. Ferguson P99 ścigał się do 1968 roku.
W 2004 roku samochód został odrestaurowany. Od 2006 roku model regularnie bierze udział w festiwalu w Goodwood.

## Wyniki w Formule 1
| Legenda oznaczeń w tabelach wyników Wyświetl szablon na nowej stronie | Legenda oznaczeń w tabelach wyników Wyświetl szablon na nowej stronie                                                                     |
| Oznaczenie                                                            | Wyjaśnienie |
| --------------------------------------------------------------------- | --- |
| Złoty                                                                 | Zwycięzca lub mistrzostwo |
| Srebrny                                                               | 2. miejsce lub wicemistrzostwo |
| Brązowy                                                               | 3. miejsce lub II wicemistrzostwo |
| Zielony                                                               | Ukończył, punktował (w klasyfikacji generalnej, gdy zdobył co najmniej jeden punkt na przestrzeni sezonu, poza trzema powyższymi opcjami) |
| Niebieski                                                             | Ukończył, nie punktował (w klasyfikacji generalnej, gdy nie zdobył co najmniej jednego punktu na przestrzeni sezonu)                      |
| Czerwony                                                              | Nie zakwalifikował się (NZ) |
| Czerwony                                                              | Nie prekwalifikował się (NPK) |
| Różowy                                                                | Nie ukończył (NU) |
| Różowy                                                                | Niesklasyfikowany (NS) (w klasyfikacji generalnej, gdy nie został sklasyfikowany w żadnym wyścigu sezonu)                                 |
| Czarny                                                                | Zdyskwalifikowany (DK) |
| Czarny                                                                | Wykluczony (WYK/EX) |
| Biały                                                                 | Nie wystartował (NW) |
| Biały                                                                 | Kontuzjowany (K/INJ) |
| Biały                                                                 | Wyścig odwołany (OD/C) |
| Bez koloru                                                            | Został wycofany (WYC/WD) |
| Bez koloru                                                            | Nie przybył (NP/DNA) |
| Bez koloru                                                            | Nie brał udziału w treningach (NT/DNP) |
| Bez koloru                                                            | Nie został zgłoszony (–) |
| Pogrubienie                                                           | Start z pole position |
| Kursywa                                                               | Najszybsze okrążenie wyścigu |
| †                                                                     | Nie ukończył, ale jego rezultat został zaliczony ze względu na przejechanie więcej niż 90% dystansu wyścigu.                              |
| *                                                                     | Sezon w trakcie |
| 1/2/3                                                                 | Punktowana pozycja w sprincie kwalifikacyjnym                                                                                             |
| Lista systemów punktacji Formuły 1                                    | |

| Sezon | Zespół                    | Silnik | Kierowcy      | Wyniki w poszczególnych eliminacjach | Wyniki w poszczególnych eliminacjach | Wyniki w poszczególnych eliminacjach | Wyniki w poszczególnych eliminacjach | Wyniki w poszczególnych eliminacjach | Wyniki w poszczególnych eliminacjach | Wyniki w poszczególnych eliminacjach | Wyniki w poszczególnych eliminacjach | Wyniki kierowców | Wyniki kierowców | Wyniki konstruktora | Wyniki konstruktora |
| Sezon | Zespół                    | Silnik | Kierowcy      | Monako                               | Holandia                             | Belgia                               | Francja                              | Wielka Brytania                      | Niemcy                               | Włochy                               | Stany Zjednoczone                    | Punkty           | Pozycja          | Punkty              | Pozycja             |
| ----- | ------------------------- | ------ | ------------- | ------------------------------------ | ------------------------------------ | ------------------------------------ | ------------------------------------ | ------------------------------------ | ------------------------------------ | ------------------------------------ | ------------------------------------ | ---------------- | ---------------- | ------------------- | ------------------- |
| 1961  | R.R.C. Walker Racing Team | Climax | Jack Fairman  | -                                    | -                                    | -                                    | -                                    | DK                                   | -                                    | -                                    | -                                    | 0                | NS               | 0                   | NS                  |
| 1961  | R.R.C. Walker Racing Team | Climax | Stirling Moss | -                                    | -                                    | -                                    | -                                    | DK                                   | -                                    | -                                    | -                                    | 0 (21)           | 3                | 0                   | NS                  |